# Постав конвеєрний

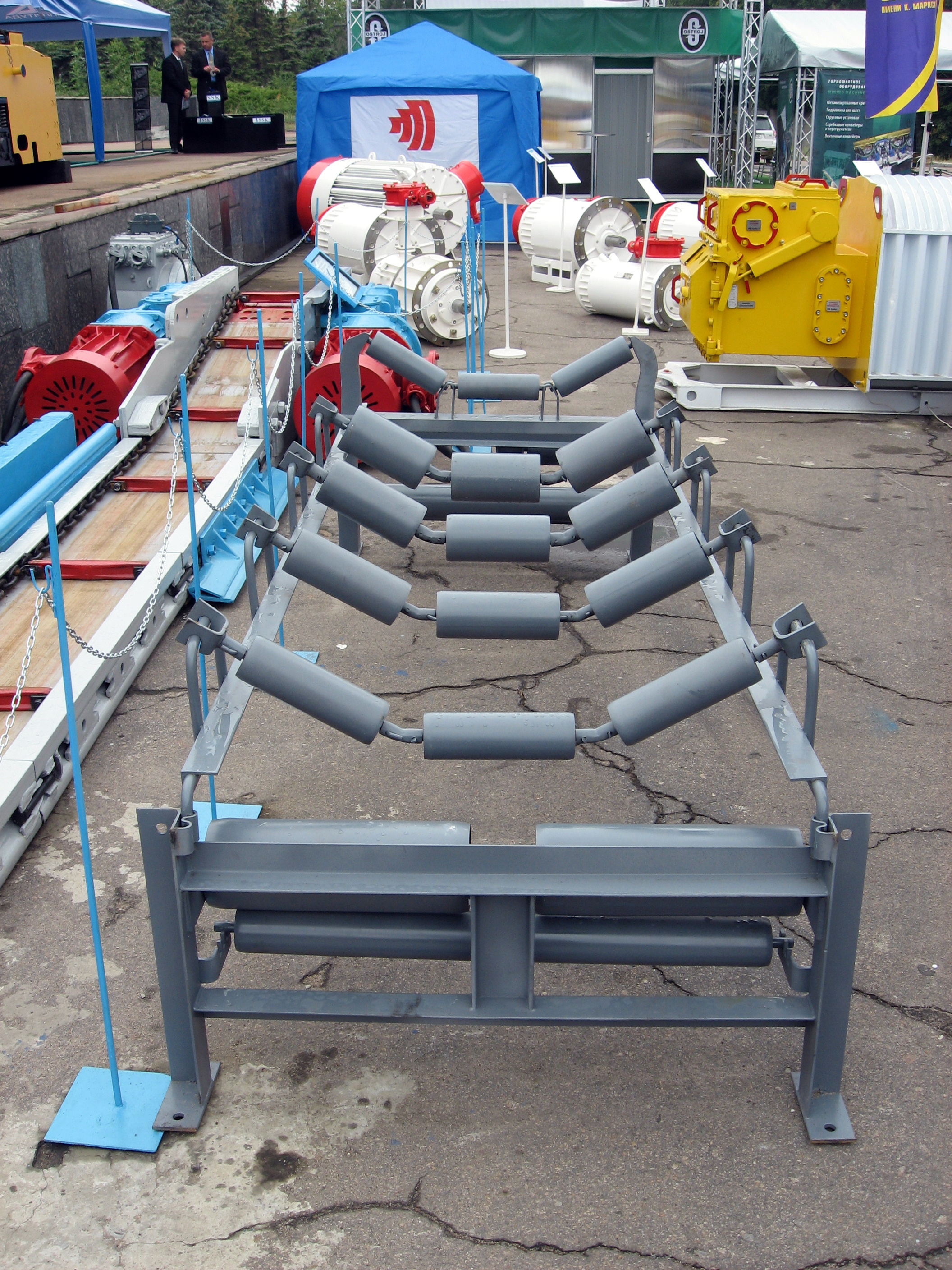
Постав стрічкового конвеєра (без стрічки)

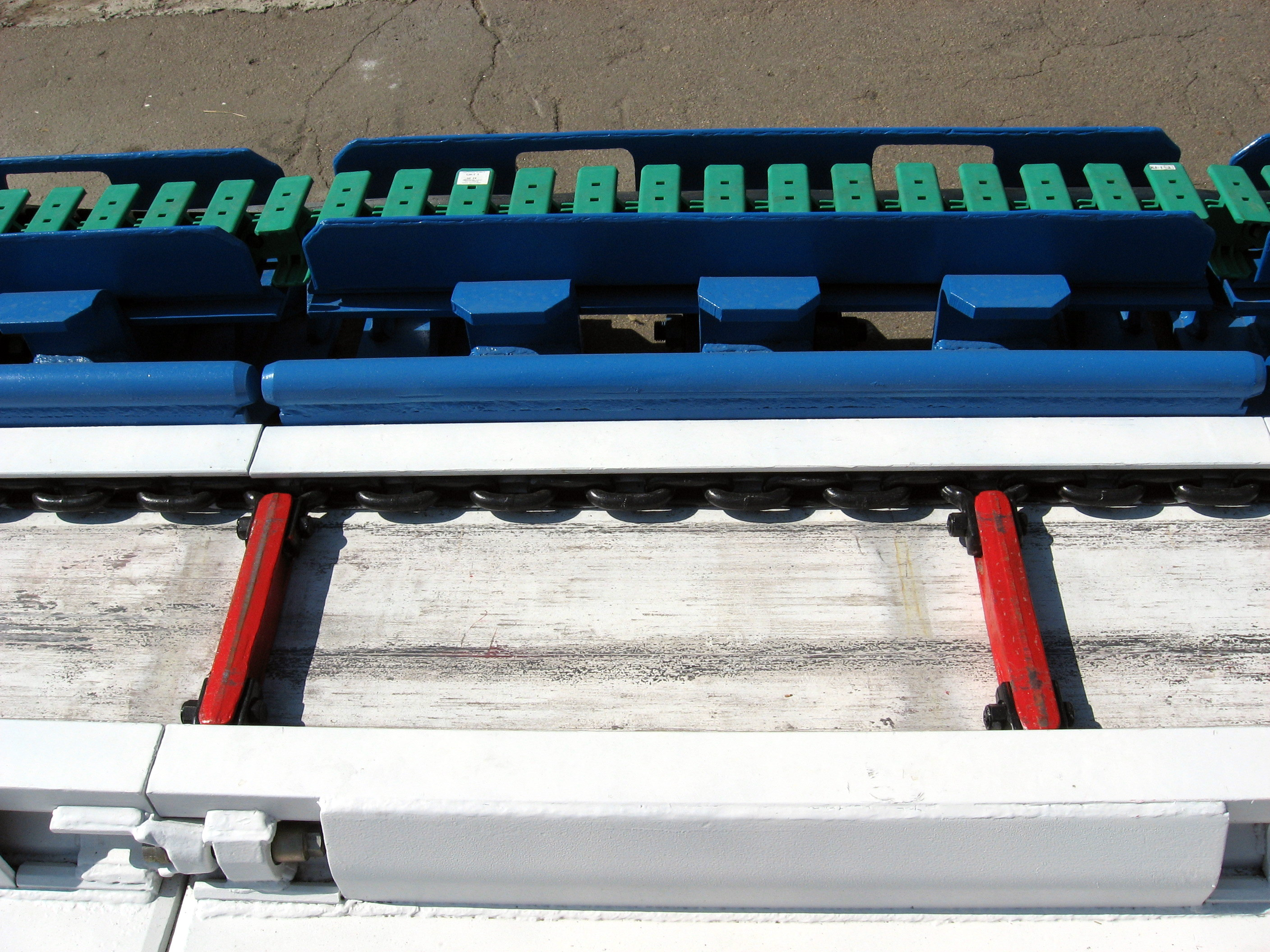
Постав скребкового конвеєра

Постав конвеєрний (рос. став конвейерный, англ. conveyor flight, нім. Traggerüst n des Förderers, Bandstrasse f, Rutschenstrang m) – конструкція, яка пов’язує привод, тяговий, вантажний або тягово-вантажний органи; опорні й напрямні елементи конвеєра. Діалектна форма – став.